# Friedrich Navratil
Friedrich Navratil (ur. 19 lipca 1893 w Sarajewie, zm. 1947 w Zagrzebiu) – austro-węgierski as myśliwski z czasów I wojny światowej, w czasie II wojny światowej generał Lotnictwa NDH.

## Życiorys
Urodził się w chorwackiej rodzinie w Sarajewie ówcześnie leżącym w okupowanej przez Austro-Węgry Bośni i Hercegowinie. Od najmłodszych lat interesował się armią i po skończeniu szkoły podstawowej wstąpił do korpusu kadetów, a później do 1 Bośniacko-Hercegowińskiego Pułku Piechoty, który uchodził za najlepszy w armii Austro-Węgier.
Kiedy wybuchła I wojna światowa, walczył przeciw Serbii, ale 21 sierpnia 1914 roku został postrzelony. Po wyleczeniu brał udział w drugiej ofensywie przeciwko Serbii, ale został ponownie ranny. Powrócił na front w 1915 roku i walczył przeciw Włochom.
Na początku 1917 roku złożył podanie o przeniesienie do lotnictwa. W kwietniu rozpoczął naukę w szkole w Wiener Neustadt i po jej skończeniu otrzymał przydział do Flik 13, walczącej na wschodzie, a następnie do Flik 11. Ze względu na małe natężenie walk i wynikający stąd brak doświadczenia, przeszedł dodatkowe szkolenie w Campoformido, przed przeniesieniem do Flik 41J, dowodzonej przez Godwina Brumowskiego. Navratil pierwsze zwycięstwo odniósł 17 kwietnia 1918, zestrzeliwując razem z Brumowskim Sopwitha Camela w okolicach Arcade.
9 czerwca został mianowany dowódcą stacjonującej na lotnisku Romagnano koło Trento eskadry Flik 3J, w której służyło wielu Polaków, m.in. Stefan Stec, Franciszek Peter i Stanisław Tomicki. Latając jako dowódca Flik 3J zestrzelił w sierpniu 5 samolotów wroga.
21 września podczas lądowania Navratil rozbił się na swoim Oeffagu D.III, odnosząc ciężkie rany. Nie wrócił już do latania bojowego.
W dwudziestoleciu międzywojennym służył w lotnictwie jugosłowiańskim i doszedł do stopnia generała. W 1941 roku, po ustanowieniu Niepodległego Państwa Chorwackiego, został ministrem obrony w rządzie Ante Pavelića. Mimo iż był umiarkowanym politykiem i starał się zapobiegać czystkom wśród ludności serbskiej, po zakończeniu II wojny światowej sąd ludowy komunistycznej Jugosławii skazał Friedricha Navratila na śmierć. Wyrok wykonano w 1947 roku.